# Maison du Peuple Ludwig Nobel
 (octobre 2024).
La Maison du Peuple Ludwig Nobel est un monument architectural situé dans le District de Kalinine à Saint-Pétersbourg. Elle serait la première maison du peuple de Saint-Pétersbourg.

## Histoire et description
Le bâtiment a été construit par Robert Friedrich Meltzer en 1897-1901 comme « salle de lecture et salle pour les lectures publiques ». Lors de la construction, le projet est modifié : pour répondre aux « exigences obligatoires » des édifices publics, un grand escalier avec un grand vestibule est ajouté en 1900-1901.  
Le bâtiment comportait deux grandes salles - une salle pour les soirées et les réunions au rez-de-chaussée et un auditorium (dans lequel on pouvait jouer au tennis, il était décoré de structures métalliques apparentes et de fer forgé décoratif, une grille de balcon ornée d'un motif floral décoratif), une bibliothèque, une salle de billard et des salles pour les groupes d'étude.  
La bibliothèque de 2 650 volumes a été ouverte le 15 novembre 1906 ; plus tard, un département a été créé pour les livres en allemand, français, finnois et estonien. Pendant la Première Guerre mondiale, le bâtiment abritait un hôpital pouvant accueillir 150 patients.
Après la Révolution russe, la salle de lecture abritait la Maison de la Culture des Enfants (Maison des Pionniers et des Écoliers du District de Kalinine), en 1995 le bâtiment fut occupé par la Sberbank, qui restaura l'ensemble et le transforma en centre d'affaires.